# Józef Jakubowski (historyk)
Józef Jakubowski (ur. 21 października 1929 w Miszewku Strzałkowskim, zm. 11 września 2021) − polski historyk ruchu robotniczego, archiwista.

## Życiorys
W 1954 ukończył studia I stopnia w Państwowej Wyższej Szkole Pedagogicznej w Warszawie, od 1954 był pracownikiem Wydziału Historii Partii przy KC PZPR. W 1961 ukończył magisterskie studia historyczne na Uniwersytecie Warszawskim. Stopień naukowy doktora uzyskał 28 listopada 1969 w Instytucie Historycznym UW pod kierunkiem Żanny Kormanowej na podstawie rozprawy pt. Polska Partia Robotnicza wobec odbudowy i demokratyzacji szkolnictwa polskiego w latach 1944-1948. Następnie pracował w Centralnym Archiwum KC PZPR. W latach 1982–1984 był redaktorem pisma Archiwa Polskiej Zjednoczonej Partii Robotniczej. Autor haseł w Polskim Słowniku Biograficznym Słowniku biograficznym działaczy polskiego ruchu robotniczego.

## Wybrane publikacje
- Polityka oświatowa Polskiej Partii Robotniczej 1944-1948, Warszawa: "Książka i Wiedza" 1975.
- (współautor: Bogdan Hillebrandt), Warszawska organizacja PPR 1942-1948, Warszawa: Państwowe Wydawnictwo Naukowe 1978.
- Dekret o odbudowie Warszawy, Lublin: Wydawnictwo Lubelskie 1980.
- Polska Zjednoczona Partia Robotnicza, cz. 1: Zjazdy i plenarne posiedzenia Komitetu Centralnego od I do IX Zjazdu (porządek dzienny, źródła), cz. 2: Członkowie władz naczelnych oraz I sekretarze Komitetów Wojewódzkich PZPR 21 XII 1948 - 31 XII 1982, oprac. Władysława Ciempiel, Józef Jakubowski, Jan Szczeblewski, Warszawa: Centralne Archiwum PZPR 1983.
- PPR - PPS zjazdy i kongresy, plenarne posiedzenia KC PPR i CKW PPS, władze naczelne, I sekretarze KW PPR, I sekretarze WK i przewodniczący WK PPS 1944-1948, oprac. Józef Jakubowski, Jan Szczeblewski, Warszawa: PZPR CA KC 1985.
- Dokumenty programowe polskiego ruchu robotniczego 1878-1984, pod red. Norberta Kołomejczyka i Bronisława Syzdka, wybór i oprac. Józef Jakubowski, Aleksander Kochański, Witold Kowalski, Warszawa: "Książka i Wiedza" 1986.
- Władysław Gomułka we wspomnieniach, wybór i oprac. wspomnień Władysław Horst, Józef Jakubowski, Józef Paszta, pod red. Bronisława Syzdka, Lublin: Wydaw. Lubelskie 1989.

## Nagrody
- Nagroda „Trybuny Ludu” (zespołowa) dla kolegium Archiwum Ruchu Robotniczego (1983)[4]